# نیکو استویان
نیکو استویان (انگلیسی: Nicu Stoian؛ زادهٔ ۱۷ فوریهٔ ۱۹۵۷) بازیکن والیبال اهل رومانی است.